# (12212) 1981 QR2
(12212) 1981 QR2 est un astéroïde de la ceinture principale d'astéroïdes découvert en 1981.

## Description
(12212) 1981 QR2 a été découvert le 23 août 1981 à l'observatoire de La Silla, au Chili, par Henri Debehogne.

### Caractéristiques orbitales
L'orbite de cet astéroïde est caractérisée par un demi-grand axe de 2,34 UA, un périhélie de 1,78 UA, une excentricité de 0,24 et une inclinaison de 3,69° par rapport à l'écliptique. Du fait de ces caractéristiques, à savoir un demi-grand axe compris entre 2 et 3,2 UA et un périhélie supérieur à 1,666 UA, il est classé, selon la JPL Small-Body Database, comme objet de la ceinture principale d'astéroïdes.

### Caractéristiques physiques
(12212) 1981 QR2 a une magnitude absolue (H) de 14,8 et un albédo estimé à 0,331.